# Монастырь Святого Рафаила (Лесбос)
Монастырь Святого Рафаила (греч. Ιερά Μονή αγίου Ραφαήλ) – греческий православный монастырь, расположенный на острове Лесбос в 15 км от Митилини. Современный монастырь учреждён в 1963 году. В монастыре находятся мощи преподобномучеников Рафаила и Николая, мученицы Ирины и преподобномученицы Олимпиады. Является одним из самых посещаемых монастырей Лесбоса. Административно относится к сообществу Лутрополис-Термис в общине Митилини в периферии Северные Эгейские острова. В монастыре проживает 40 человек по переписи 2011 года.

## История
Первый монастырь на этом месте был построен в X веке и был женской обителью. В 1235 году на монастырь напали морские пираты и разрушили его. Мученическую кончину претерпели игуменья Олимпиада и все монахини (их было около тридцати). Олимпиаду пираты жгли огромными свечами, затем забили в череп 3 больших гвоздя.  
В 1433 году монастырь был восстановлен средствами одной из жительниц Лесбоса. В 1454 году в этот монастырь, в котором жил всего один монах, пришли иеромонах Рафаил с иеродиаконом Николаем, бежавших из Фракии, захваченной турками. Отец Рафаил стал игуменом монастыря, в котором поселилось ещё небольшое число монахов.
В 1462 году турки захватили остров Лесбос после семнадцатидневной осады, но не стали тревожить монастырь. Однако в начале апреля 1463 захватчики пришли в монастырь, ища в нём повстанцев, скрывшихся после восстания в близлежащей деревне Терми (ныне — Лутрополис-Термис). В монастыре в то время нашли убежище глава Терми Василий и его семья. 
9 апреля 1463 года во вторник Светлой Седмицы, добиваясь выдачи местонахождения повстанцев, турки отрубили правую руку Ирине, 12-летней дочери Василия, затем её заживо сожгли, а после казнили её родителей и их сопровождающих. 
В этот же день мученическую кончину приняли игумен Рафаил и дьякон Николай. Турки повесили Рафаила вниз головой на дереве и распилили ему челюсть, после чего он умер. Диакон Николай скончался после первых ударов штыков. После этого турки сожгли монастырь. Впоследствии на его месте была сооружена часовня, и местные христиане в течение последующих веков по традиции со свечами приходили на это место во вторник Светлой Седмицы, хотя причина появления этой традиции со временем забылась.
В 1959 году в результате раскопок на месте монастыря были обретены мощи преподобномучеников Рафаила и Николая, мученицы Ирины и преподобномученицы Олимпиады. По многочисленным рассказам местных жителей, после обретения мощей, эти святые стали являться им во сне и наяву, помогая им и исцеляя от болезней. Чаще всего святой Рафаил являлся один. 
12 сентября 1963 года решением Министерства образования и религии Греции на этом месте был учрежден женский монастырь в честь святого Рафаила.

## Описание монастыря
В монастыре имеется три храма. Верхний храм освящён во имя святого Рафаила и в нём находятся его мощи.
Нижний храм посвящён мученикам Рафаилу, Николаю и Ирине. В нём находятся мощи святых Николая, Ирины и Олимпиады. Слева от входа в храм находятся мощи святого Николая в мраморной раке с окошком внизу, через которое они видны. Мощи святой Олимпиады располагаются в деревянном ящике у ног святого Николая. Справа от раки святого Николая находится стол, на нём находится камень, на котором покоилась в могиле глава святого Рафаила. Рядом с этим столом находятся костыли, оставляемые паломниками, которые получили здесь исцеление, а также каски солдат и офицеров. Справа от костылей в землю вкопан огромный глиняный котел, в котором сожгли мученицу Ирину. В дальнем конце храма покоятся её мощи, которые  видны сквозь окошко в нижней части раки.
Третий (подземный) храм расположен на территории, где живут монахини. Он стоит на месте часовни, которая стояла здесь, когда обнаружили мощи святого Рафаила.